# 지금은 강원시대
지금은 강원시대은 KBS춘천 1라디오에서 방송됐던 시사 프로그램이었다.

## 기획 의도
강원도 영서 북서권 지역에 대한 지역 현안등을 다뤄 편성했다.